# Passiflora trisecta
Passiflora trisecta Mast. – gatunek rośliny z rodziny męczennicowatych (Passifloraceae Juss. ex Kunth in Humb.). Występuje naturalnie w Peru. Według niektórych źródeł rośnie także w północnej Boliwii.

## Morfologia
PokrójZdrewniałe, trwałe, owłosione liany.
LiściePotrójnie klapowane, sercowate w podstawy, skórzaste. Mają 7–10 cm długości oraz 10–13 cm szerokości. Ząbkowane, z ostrym wierzchołkiem. Ogonek liściowy jest owłosiony i ma długość 20–50 mm. Przylistki są owalno-lancetowate o długości 10–25 mm.
KwiatyPojedyncze. Działki kielicha są podłużne, zielonobiaławe, mają 3-4,5 cm długości. Płatki są podłużne, białe, mają 3–4 cm długości. Przykoronek ułożony jest w 3 rzędach, biały, ma 3–4 mm długości.
OwoceMają jajowaty kształt. Mają 4,5–6 cm długości i 3,5–5 cm średnicy.

## Biologia i ekologia
Występuje wśród roślinności krzewiatej na wysokości do 2400–2800 m n.p.m.